# IAAF World Relays 2014
1. IAAF World Relays – zawody lekkoatletyczne w biegach sztafetowych, organizowane pod egidą Międzynarodowego Stowarzyszenia Federacji Lekkoatletycznych (IAAF), które odbywały się 24 i 25 maja 2014 na Thomas Robinson Stadium w stolicy Bahamów Nassau.
Pierwsze osiem zespołów z biegów 4 × 100 metrów oraz 4 × 400 metrów (wśród kobiet i mężczyzn) uzyskało automatyczną kwalifikację do startu w lekkoatletycznych mistrzostwach świata w Pekinie (w sierpniu 2015).

## Terminarz
| Dzień 1 – 24 maja | Dzień 1 – 24 maja        | Dzień 1 – 24 maja |
| ----------------- | ------------------------ | ----------------- |
| 17:30             | Sztafeta 4 × 200 metrów  | Eliminacje        |
| 17:47             | Sztafeta 4 × 100 metrów  | Eliminacje        |
| 18:10             | Sztafeta 4 × 800 metrów  | Finał             |
| 18:26             | Sztafeta 4 × 400 metrów  | Eliminacje        |
| 18:55             | Sztafeta 4 × 400 metrów  | Eliminacje        |
| 19:28             | Sztafeta 4 × 1500 metrów | Finał             |
| 19:52             | Sztafeta 4 × 200 metrów  | Finał             |
| 20:02             | Sztafeta 4 × 100 metrów  | Finał             |

| Dzień 2 – 25 maja | Dzień 2 – 25 maja        | Dzień 2 – 25 maja |
| ----------------- | ------------------------ | ----------------- |
| 17:30             | Sztafeta 4 × 200 metrów  | Eliminacje        |
| 17:50             | Sztafeta 4 × 100 metrów  | Eliminacje        |
| 18:12             | Sztafeta 4 × 400 metrów  | Finał             |
| 18:39             | Sztafeta 4 × 1500 metrów | Finał             |
| 19:00             | Sztafeta 4 × 800 metrów  | Finał             |
| 19:21             | Sztafeta 4 × 400 metrów  | Finał             |
| 19:46             | Sztafeta 4 × 200 metrów  | Finał             |
| 20:00             | Sztafeta 4 × 100 metrów  | Finał             |

## Rezultaty

### Mężczyźni
| Konkurencja:                         | 1. miejsce | Rezultat    | 2. miejsce                                                                                        | Rezultat    | 3. miejsce | Rezultat    | Źródło |
| Sztafeta 4 × 100 metrów (szczegóły)  | Jamajka · Nesta Carter · Nickel Ashmeade · Julian Forte · Yohan Blake · Kemar Bailey-Cole (elim.) · Andrew Fisher (elim.)               | 37,77 CR    | Trynidad i Tobago · Keston Bledman · Marc Burns · Rondel Sorrillo · Richard Thompson              | 38,04 NR    | Wielka Brytania · Richard Kilty · Harry Aikines-Aryeetey · James Ellington · Dwain Chambers · Daniel Talbot (elim.) | 38,19       |        |
| Sztafeta 4 × 200 metrów (szczegóły)  | Jamajka · Nickel Ashmeade · Warren Weir · Jermaine Brown · Yohan Blake · Rasheed Dwyer (elim.) · Jason Livermore (elim.)                | 1:18,63 WR  | Saint Kitts i Nevis · Antoine Adams · Lestrod Roland · Brijesh Lawrence · Allistar Clarke         | 1:20,51 NR  | Francja · Christophe Lemaitre · Yannick Fonsat · Ben Bassaw · Ken Romain                                            | 1:20,66 AR  |        |
| Sztafeta 4 × 400 metrów (szczegóły)  | Stany Zjednoczone · David Verburg · Tony McQuay · Christian Taylor · LaShawn Merritt · Clayton Parros (elim.) · Torrin Lawrence (elim.) | 2:57,25 CR  | Bahamy · LaToy Williams · Demetrius Pinder · Chris Brown · Michael Mathieu · Ramon Miller (elim.) | 2:57,59     | Trynidad i Tobago · Lalonde Gordon · Renny Quow · Machel Cedenio · Jarrin Solomon                                   | 2:58,34 NR  |        |
| Sztafeta 4 × 800 metrów (szczegóły)  | Kenia · Ferguson Rotich · Sammy Kirongo · Job Kinyor · Alfred Kipketer                                                                  | 7:08,40 CR  | Polska · Karol Konieczny · Szymon Krawczyk · Marcin Lewandowski · Adam Kszczot                    | 7:08,69 NR  | Stany Zjednoczone · Michael Rutt · Robby Andrews · Brandon Johnson · Duane Solomon                                  | 7:09,06     |        |
| Sztafeta 4 × 1500 metrów (szczegóły) | Kenia · Collins Cheboi · Silas Kiplagat · James Magut · Asbel Kiprop                                                                    | 14:22,22 WR | Stany Zjednoczone · Patrick Casey · David Torrence · Will Leer · Leonel Manzano                   | 14:40,80 AR | Etiopia · Mekonnen Gebremedhin · Soresa Fida · Zebene Alemayehu · Aman Wote                                         | 14:41,22 NR |        |

### Kobiety
| Konkurencja:                         | 1. miejsce | Rezultat    | 2. miejsce | Rezultat    | 3. miejsce                                                                                               | Rezultat    | Źródło |
| Sztafeta 4 × 100 metrów (szczegóły)  | Stany Zjednoczone · Tianna Bartoletta · Alexandria Anderson · Jeneba Tarmoh · LaKeisha Lawson                                                 | 41,88 CR    | Jamajka · Carrie Russell · Kerron Stewart · Schillonie Calvert · Samantha Henry-Robinson                         | 42,28       | Trynidad i Tobago · Kamaria Durant · Michelle-Lee Ahye · Reyare Thomas · Kai Selvon                      | 42,66       |        |
| Sztafeta 4 × 200 metrów (szczegóły)  | Stany Zjednoczone · Shalonda Solomon · Tawanna Meadows · Bianca Knight · Kimberlyn Duncan                                                     | 1:29,45 CR  | Wielka Brytania · Desiree Henry · Anyika Onuora · Bianca Williams · Asha Philip                                  | 1:29,61 NR  | Jamajka · Simone Facey · Sheri-Ann Brooks · Anneisha McLaughlin · Shelly-Ann Fraser-Pryce                | 1:30,04 NR  |        |
| Sztafeta 4 × 400 metrów (szczegóły)  | Stany Zjednoczone · DeeDee Trotter · Sanya Richards-Ross · Natasha Hastings · Joanna Atkins · Monica Hargrove (elim.) · Jessica Beard (elim.) | 3:21,73 CR  | Jamajka · Kaliese Spencer · Novlene Williams-Mills · Anastasia Le-Roy · Shericka Jackson · Christine Day (elim.) | 3:23,26     | Nigeria · Folashade Abugan · Regina George · Omolara Omotoso · Patience Okon · Bukola Abogunloko (elim.) | 3:23,41     |        |
| Sztafeta 4 × 800 metrów (szczegóły)  | Stany Zjednoczone · Chanelle Price · Geena Lara · Ajee Wilson · Brenda Martinez                                                               | 8:01,58 CR  | Kenia · Janeth Jepkosgei Busienei · Agatha Kimaswai · Sylivia Chesebe · Eunice Sum                               | 8:04,28 AR  | Rosja · Irina Maraczowa · Jelena Kobielewa · Tatjana Miazina · Swietłana Rogozina                        | 8:08,19     |        |
| Sztafeta 4 × 1500 metrów (szczegóły) | Kenia · Mercy Cherono · Faith Kipyegon · Irene Jelagat · Hellen Obiri                                                                         | 16:33,58 WR | Stany Zjednoczone · Heather Kampf · Katie Mackey · Kate Grace · Brenda Martinez                                  | 16:55,33 AR | Australia · Zoe Buckman · Bridey Delaney · Brittany McGowan · Melissa Duncan                             | 17:08,65 AR |        |

## Uczestnicy
Reprezentacje 43 państw wzięły udział w pierwszej edycji IAAF World Relays.
| - Australia (30) - Bahamy (28) - Bahrajn (5) - Barbados (6) - Belgia (5) - Bermudy (4) - Brazylia (25) - Brytyjskie Wyspy Dziewicze (5) - Kanada (20) | - Kajmany (5) - Chiny (10) - Kuba (8) - Dominikana (10) - Etiopia (10) - Francja (28) - Niemcy (17) - Wielka Brytania (24) - Włochy (5) | - Jamajka (38) - Japonia (17) - Kenia (28) - Meksyk (9) - Holandia (6) - Nigeria (21) - Papua-Nowa Gwinea (15) - Polska (25) - Portoryko (8) - Katar (4) | - Rumunia (6) - Rosja (14) - Saint Kitts i Nevis (5) - Arabia Saudyjska (6) - Słowacja (5) - Korea Południowa (5) - Hiszpania (15) - Szwajcaria (7) | - Trynidad i Tobago (23) - Turks i Caicos (5) - Uganda (5) - Ukraina (5) - Stany Zjednoczone (56) - Wyspy Dziewicze Stanów Zjednoczonych (5) - Wenezuela (11) |
| | | | | |